# Matheus Sávio
Matheus Sávio (15 de abril de 1997) es un futbolista brasileño que juega como centrocampista en el Urawa Red Diamonds de la J1 League.

## Trayectoria

### Clubes
| Club                         | País     | Año       |
| ---------------------------- | -------- | --------- |
| C. R. Flamengo               | Brasil   | 2015-2019 |
| G. D. Estoril Praia (cedido) | Portugal | 2018      |
| CSA (cedido)                 | Brasil   | 2019      |
| Kashiwa Reysol (cedido)      | Japón    | 2019      |
| Kashiwa Reysol               | Japón    | 2020-2024 |
| Urawa Red Diamonds           | Japón    | 2025-     |